# Peter Abbay
Peter Abbay (r. Peter Martin Jewitt; 3. svibnja 1966.) američki je glumac koji se pojavio u više TV serija kao što su Dr. House, Punk'd, i Another World. Godine 2006., glumio je u nezavisnom filmu Manhattan Minute. Također je glumio anonimnog bankara u filmu Deal or No Deal.

## Filmografija
| Film          | Film               | Film                | Film                                 |
| Godina        | Film               | Uloga               | Komentar                             |
| ------------- | ------------------ | ------------------- | ------------------------------------ |
| 1981.         | Ms .45             | Mr. Death           | Alternativno ime: Angel of Vengeance |
| 2006          | Manhattan Minute   | RC                  |                                      |
| 2006          | Last Stop for Paul | Mr. Konkal          |                                      |
| 2006          | Truth Be Told      | Direktor kastinga   | Kratki film                          |
| Televizija    |                    |                     |                                      |
| Godina        | Ime                | Uloga               | Komentar                             |
| 1996. – 1999. | Another World      | Logan               | 4 epizode                            |
| 2005.         | My Crazy Life      | Captain Jack        | 1 epizoda                            |
| 2005.         | House              | Vozač taksija       | 1 epizoda                            |
| 2005. – 2009. | Deal or No Deal    | Bankar              |                                      |
| 2006.         | Help Me Help You   | Čovjek koji se guši | 1 epizoda                            |